# Flabellophora superposita
Flabellophora superposita är en svampart som först beskrevs av Miles Joseph Berkeley, och fick sitt nu gällande namn av Gordon Herriot Cunningham 1965. Flabellophora superposita ingår i släktet Flabellophora och familjen Polyporaceae.   Inga underarter finns listade i Catalogue of Life.